# Montes Cordillera

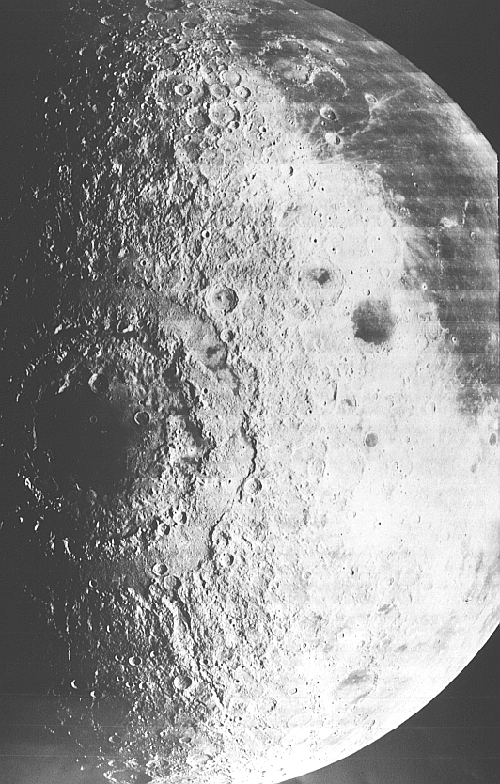
Montes Cordillera tvoří vnější val kotliny Mare Orientale (vlevo uprostřed).

Montes Cordillera (česky Kordillery) je kruhové pohoří tvořící vnější prstenec o průměru 900 km obklopující měsíční kotlinu Mare Orientale na odvrácené straně Měsíce.. Vnitřní prstenec hor blíže k Mare Orientale (Východní moře) se nazývá Montes Rook (Rookovo pohoří). Celková délka Montes Cordillera je cca 1 500 km. Ze Země lze pozorovat za příznivé librace pouze část pohoří.
V oblasti leží mnoho kráterů, z těch pojmenovaných stojí za zmínku Schlüter (severovýchodně), Eichstadt (východně), Shaler a Krasnov (jihovýchodně), Focas (jižně).